# NGC 183
NGC 183 est une vaste galaxie lenticulaire située dans la constellation d'Andromède. NGC 183 a été découverte par l'astronome américain Truman Henry Safford en 1866.

## Caractéristiques
Sa vitesse par rapport au fond diffus cosmologique est de 5 082 ± 38 km/s, ce qui correspond à une distance de Hubble de 75,0 ± 5,3 Mpc (∼245 millions d'al).